# Getränke Staude

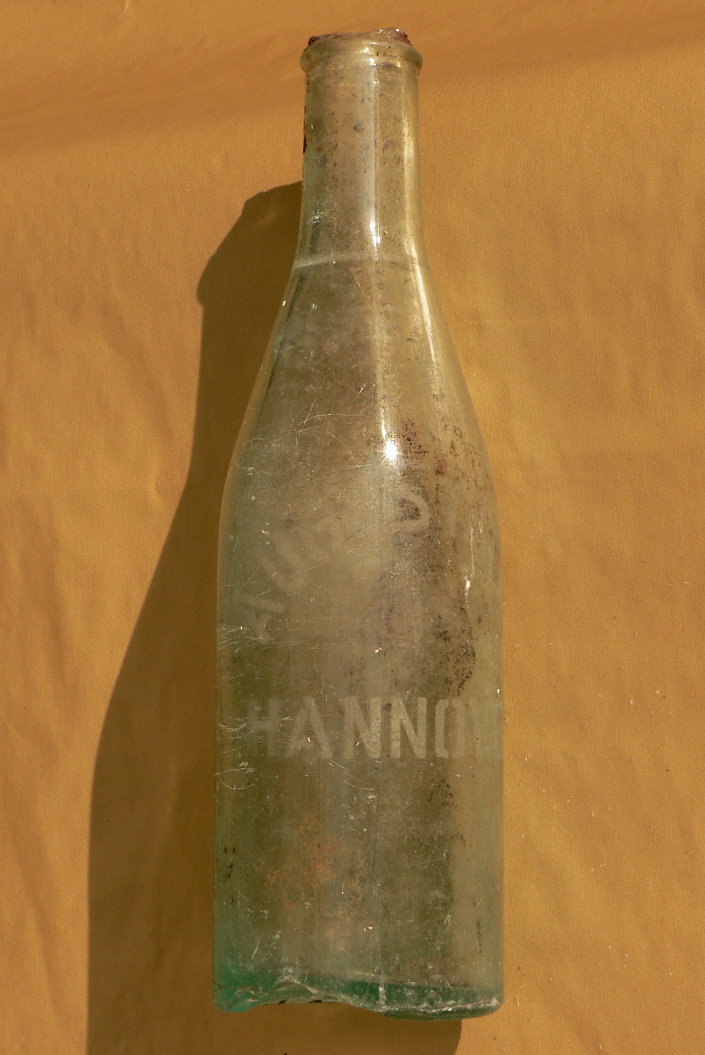
Flasche mit Aufschrift „August Staude Hannover“

Getränke Staude oder August Staude war der Firmenname eines Bier-Großhändlers und Erfrischungsgetränke-Herstellers mit angeschlossener Mineralwasserfabrik in Hannover und Langenhagen.

## Geschichte
Das Unternehmen wurde in der Gründerzeit des Deutschen Kaiserreichs am 20. April 1882 in der Schulzenstraße 2 in der Nordstadt von Hannover anfangs als kleines Einzelunternehmen gegründet. Nach dem Tod des Firmengründers im Jahr 1914 übernahm dessen ältester Sohn Gustav Staude die Firma und führte sie im Ersten Weltkrieg „unter den schwierigsten Verhältnissen weiter“. 1920 übernahm August Staude als Inhaber das Unternehmen und erweiterte das Produktprogramm um die Bereiche Flaschenbier, Mineralwasser und Limonaden.
Während der Luftangriffe auf Hannover im Zweiten Weltkrieg wurden die Betriebsgebäude und auch der Großteil der Maschinen durch Fliegerbomben zerstört. Doch noch unter der Britischen Militärregierung konnte August Staude 1946 den Wiederaufbau in der Alleestraße 15 beginnen, ebenfalls in der hannoverschen Nordstadt gelegen. Der schwierige Neustart konnte anfangs nur mit Hilfe der alten Stammkundschaft gelingen.
Ebenfalls in der Nachkriegszeit war August Staude so rasch gewachsen, dass ab Herbst 1951 auf einem größeren, eigenen Grundstück unter der Adresse Schulenburger Landstraße 25 größere Betriebsräume errichtet wurden, die zum 70-jährigen Gründungsjubiläum bezogen werden konnten. Am Standort im Stadtteil Hainholz wurde neben der Abfüllung von Bier in Flaschen nun auch Erfrischungsgetränke hergestellt.
Später bezog das Unternehmen zwei 18.000 und 5000 Quadratmeter große Grundstücke in Langenhagen, darunter in den 1970er Jahren die Adresse Kiefernsämlingen 1.

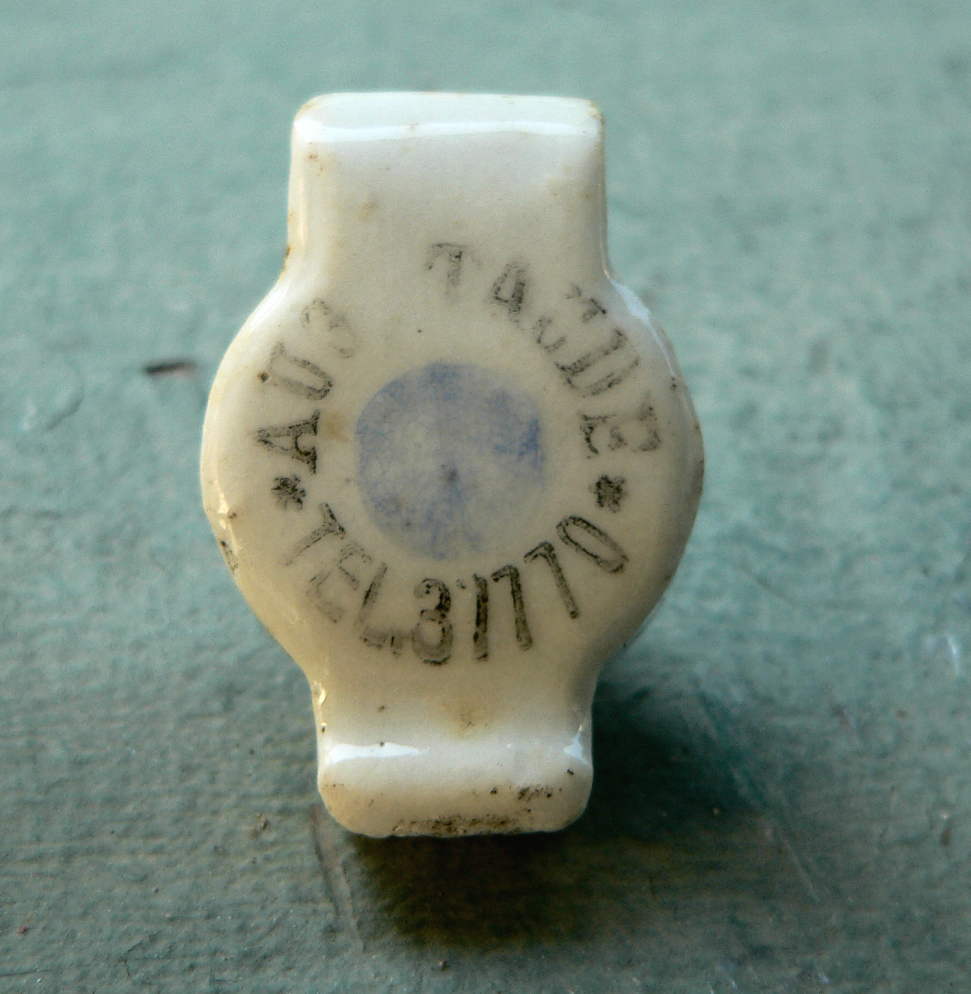
Historischer, mehrfarbig bedruckter Bügelverschluss von „Aug. Staude“ mit einer fünfstelligen Telefonnummer

2004 wurde Staude von der als Familienunternehmen geführten Waldhoff-Gruppe übernommen. Getränke Staude wird zu den GERMANY Major Wholesalers & Retailers gezählt. Im Jahr 2011 wurde Staude mit dem ebenfalls von der Waldhoff-Gruppe übernommenen Getränkegroßhändler Brunnenkopp zu einem größeren Unternehmen Brunnenkopp & Staude Logistik (B & S) zusammengelegt. Die zuletzt 85 Mitarbeiter von Staude bezogen anschließend den größeren Unternehmenssitz in Ronnenberg, Ortsteil Empelde.
Die Räumlichkeiten in Langenhagen verblieben hingegen im Besitz der Familie Staude, die durch den letzten Geschäftsführer von Getränke Staude, Hanns Werner Staude, anschließend an Waldhoff vermietet wurden. Zudem hielt die Familie Staude einen kleinen Anteil an dem neugegründeten, größeren Getränkegroßhändler.